# كياسما
كياسما (Kiasma) متحف للفن المعاصر يقع في شارع مانرهايمينتي بالعاصمة الفنلندية هلسنكي. بـُني بين عامي 1993-1998. كياسما تعني بالفنلندية التصالبة، وتلمح إلى الفكرة المفاهيمية الأساسية لمهندسه ستيفن هول. يعرض المتحف مجموعة الفن المعاصر لمتحف الدولة الفني الذي تأسس في عام 1990. هدفها المركزي هو جعل الفن المعاصر المعروف وتعزيز مكانتها.